# Ranunculus alismifolius
Ranunculus alismifolius là một loài thực vật có hoa trong họ Mao lương. Loài này được Geyer ex Benth. miêu tả khoa học đầu tiên năm 1849.

## Hình ảnh

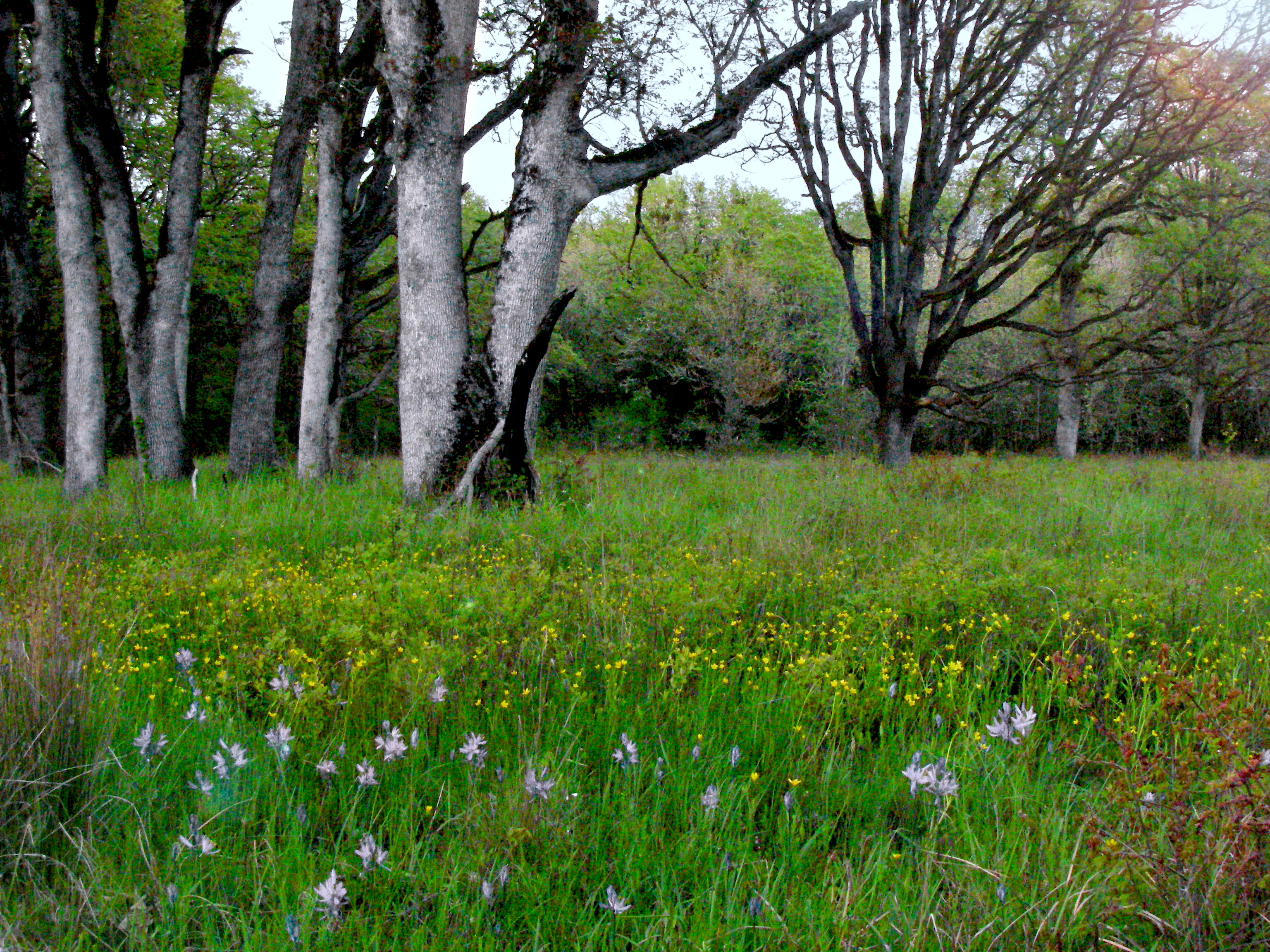